# Futbol a Grècia

El futbol és l'esport més popular a Grècia, seguit pel basquetbol.

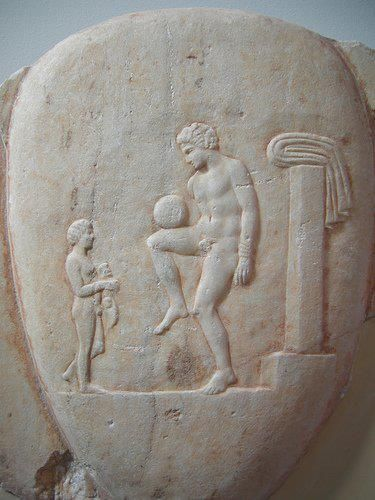
Antic jugador d'Episkyros balanceja la pilota.

## Història

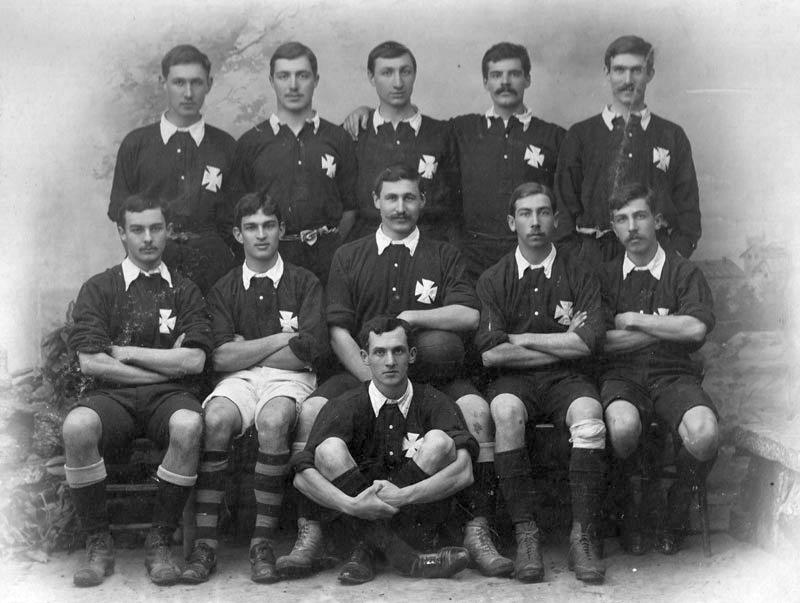
Equip grec d'Esmirna, 1906.

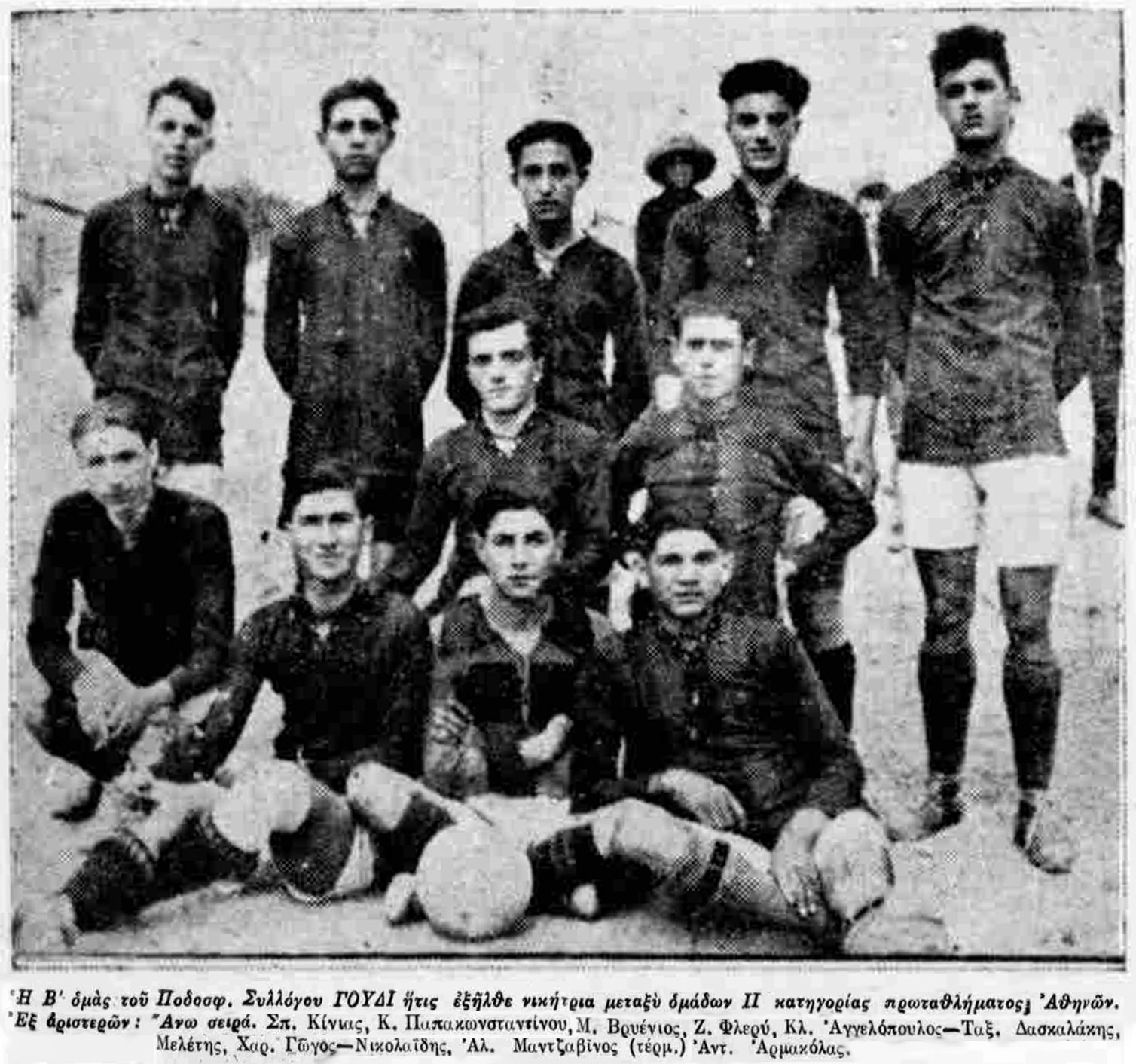
SP Goudi, 1925.

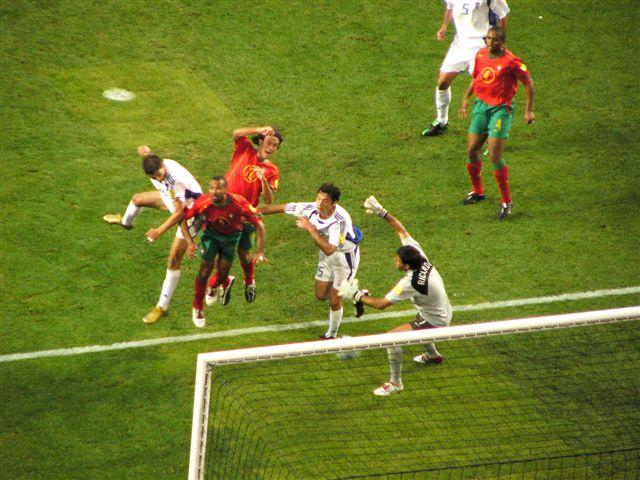
Imatge del gol històric d'Angelos Charisteas que va donar a Grècia l'Eurocopa 2004 davant Portugal.

Els antics grecs ja jugaven a diversos jocs de pilota, alguns dels quals ja feien servir els peus. El jocs romà harpastum es creu que era una adaptació del joc grec "ἐπίσκυρος" (Episkyros) o "φαινίνδα" (phaininda), mencionat per l'escriptor grec Antífanes de Berga (388–311 BC) i posteriorment pel teòleg cristià Climent d'Alexandria (c.150-c.215 AD). Aquests jocs semblen ser similars al rugbi.
El futbol a Grècia aparegué a començament del segle xx. El futbol s'inicia a Grècia per influència anglesa. Els primers clubs apareixen a la regió metropolitana de la capital, a Atenes i El Pireu, a la ciutat de Salònica i a les comunitats greges de les ciutats turques d'Esmirna i Constantinoble.
L'Olympiakos es va convertir en el primer i únic equip grec que va aixecar el trofeu de la UEFA, guanyant l'Europa Conference League la temporada 2023-24, derrotant a la Fiorentina a la final. A més, l'equip juvenil de l'Olympiakos va guanyar la UEFA Youth League la mateixa temporada, derrotant a l'AC Milan a la final.
Així a Atenes es formen clubs com: Podosferikos Omilos Athinai (1908 actual Panathinaikos AO), Ethnikos GS, FC Goudi, Military Officers School, Athens University, AO Athinaikos (1917), Kipriakos AO, Armeniki Enosi i Attikos Kolonos.
A El Pireu: Naval Officers School, Piraiki Enosi i Peiraikos Syndesmos, fusionats el 1912 en Athlitikos Podosferikos Syllogos Pirea, Omilos Filathlon Pirea-Falirou (1924, fusió de Piraikos Omilos i Young Boys Pireas, actual Ethnikos OFP), Piraikos Podosferikos Omilos i Omilos Filathlon Pirea, fusionats el 1925 en Olympiakos FC i Neapoli AO,Argonaftis
A Salònica: Makedonikos Gymnastikos Silogos Iraklis (1908, actual GS Iraklis), AS Aris (1914), PAOK Thessaloniki (1925, fundat per emigrants de Constantinoble), Efor Sportive (club jueu), Max Nordau (club jueu), YMCA, Atlantas, Macabi(club jueu), Megas Alexandros i Aetos.
A Esmirna: Orfeas Smyrna, club fundat el 1890 per jònics que residien a la ciutat turca, rebatejat Panionios Gymnastikos Silogos el 1898 i que el 1922 es traslladà a Atenes, GS Apollon Smyrnis, fundat el 1891 com un club de música, començà a practicar futbol el 1910 i el 1922 es traslladà a Atenes.
A Constantinoble: Enosi Tataoulon al districte de Tatavla, Megas Alexandros a Vathyriakos, Hermes a Galata (1875, redenominat Pera Club el 1921), Ifestos, Thiseas, Aris, Xalkidona.
A Trícala: AE Trícala (1964).
A Patres: Panachaikos GS (1891), Achaiki Palestra (1904), Olympiakos Patrai (1925), AEK Patrai (1930), Ethnikos (1926), Iraklis (1926), Apollon (1926), Niki (1926), Doxa (1926), Asteras (1929).
Els primers campionats de futbol a Grècia foren campionats regionals a les àrees d'Atenes i Salònica. Així, el primer campionat que es disputà fou el de la SEGAS (Federació Gimnàstica Helena, a Atenes i El Pireu) entre els anys 1906 i 1912. Als anys vint, es començaren a disputar els Campionats Regionals d'Atenes, d'El Pireu i de Macedònia. La temporada 1927-28 s'inicià el Campionat grec, que era disputat pels tres campions dels campionats regionals, i que a finals dels anys 30 s'incorporaren clubs d'altres campionats regionals. Finalment, el 1959 s'inicià la Lliga grega de futbol.

## Competicions
- Campionats regionals grecs de futbol
- Lliga grega de futbol
- Copa grega de futbol
- Supercopa grega de futbol

## Principals clubs
Clubs amb més participacions a primera divisió (fins 2024).
- Olympiakos SFP (El Pireu) (65)
- Panathinaikos F.C. (Atenes) (65)
- PAOK Thessaloniki (Salònica) (64)
- AEK Atenes F.C. (Atenes) (62)
- Panionios NFC (Atenes) (57)
- Aris Salònica F.C. (Salònica) (53)
- Iraklis Salònica F.C. (Salònica) (53)
- OFI Creta (Iràklio) (40)
- GS Apollon (Atenes) (39)
- Ethnikos OFP (El Pireu) (36)
- AO Skoda Xanthi (Xanthi) (29)
- A.E. Larissa 1964 (Làrissa) (28)
- PAS Panahaïki 2005 (Patras) (26)
- AO Aigaleo (Atenes) (23)
- MGS Panserraïkos (Serres) (23)
- PAS Giannina (Ioannina) (23)
- AS Doxa Drámas (Drama) (21)
- MGS Apollon Kalamarias (Tessalònica) (20)
- AO Kavala (Kavala) (19)
- AS Véroia (Véria) (18)
- APO Levadiakos (Levàdia) (18)
- APS Atromitos (Atenes) (18)
- PO Ionikos Níkaia (El Pireu) (16)
- SF Katerinīs Pierikos (El Pireu) (16)
- AO Proodeftiki Neolaia Nikaia (El Pireu) (15)
- AGS Asteras Tripolīs (Trípoli) (11)
- AGS Kastoría (Kastoria) (10)
- Athinaikos AS (Atenes) (9)
- GS Ergotelis (Iràklio) (9)
- AO Olympiakos-Ethnikos Vólos (Volos) (9)
- Panetolikos GFS (Agrínion) (8)
- GS Niki Vólos (Volos) (7)
- PO Kalámata (Calamata) (7)
- AO Panileiakos (Pirgos) (7)

## Principals estadis
- Estadi Panathenaic (Atenes) (329 a.c.)
- Spiros Louis-Olympiako Stadio (Atenes)
- Estadi Apostolos Nikolaidis (Atenes)
- Estadi Nikos Goumas (Atenes) (demolit)
- Estadi Nea Smyrni (Atenes)
- Ethniko Stadio Virona (Atenes)
- Estadi Geórgios Karaiskakis (El Pireu)
- Estadi Tumba (Salònica)
- Estadi Kaftanzoglio (Salònica)
- Estadi Theódoros Vardinogiannis (Iráklion)
- Estadi Pampeloponisiako (Patras)
- Estadi Alkazar (Làrissa)

## Jugadors destacats
Fonts:
Des de 1960
- Mimis Domazos
- Mimis Papaioannou
- Giorgos Sideris
- Frangiskos Sourpis

Des de 1970
- Antonis Antoniadis
- Georgios Delikaris
- Vassilis Khatzipanagís
- Konstantinos Iosifidis
- Anthimos Kapsis
- Giorgos Koudas
- Thomas Mavros

Des de 1980
- Nikolaos Anastopoulos
- Georgios Kostikos
- Konstandinos Kouis
- Stelios Manolas
- Anastassios Mitropoulos
- Dimitris Saravakos
- Nikos Sarganis

Des de 1990
- Elias Atmatsidis
- Stratos Apostolakis
- Grigoris Georgatos
- Ioannis Kalitzakis
- Nikos Makhlàs
- Demis Nikolaidis
- Vassilios Tsiartas
- Theodoros Zagorakis

Des de 2000
- Nikos Dabizas
- Traianos Dellas
- Giorgos Karagounis
- Ànguelos Kharisteas
- Antonios Nikopolidis
- Giourkas Seitaridis

Des de 2010
- Sokratis Papastathopoulos